# Melanichneumon semicastaneus
Melanichneumon semicastaneus là một loài tò vò trong họ Ichneumonidae.